# Dịch Khuông
Dịch Khuông (tiếng Trung: 奕劻; bính âm: Yìkuāng; tiếng Mãn: ᡳ
 ᡴᡠᠸᠠᠩ, chuyển tả: I Kuwang; 24 tháng 3 năm 1838 – 28 tháng 1 năm 1917) là một Thân vương có sức ảnh hưởng lớn vào cuối thời nhà Thanh. Ông là người đầu tiên nhậm chức Nội các Tổng lý Đại thần, chủ trì Nội các, một cơ cấu chính phủ hiện đại của Trung Hoa, được thành lập vào tháng 5 năm 1911 để thay thế Quân cơ xứ tồn tại từ thời Ung Chính. Ông cũng là một trong số 12 Thiết mạo tử vương của nhà Thanh.

## Thân thế
Dịch Khuông sinh vào giờ Mùi, ngày 29 tháng 2 (âm lịch) năm Đạo Quang thứ 18, trong gia tộc Ái Tân Giác La. Ông là con trai trưởng của Bất nhập Bát phân Phụ quốc công Miên Tính (綿性) và Đích thê Dát Lạp Dát Tư thị, con gái của A Lạp Thiện Thân vương Mã Ba Cáp Na (玛巴哈那). Ông nội của ông là Khánh Hy Thân vương Vĩnh Lân, con trai thứ 17 của Hoàng đế Càn Long.
Sau khi ông ra đời, được người bác ruột là Trấn quốc công Miên Đễ (綿悌) nhận làm con nuôi thừa tự.

## Cuộc đời

### Thời Hàm Phong
Năm Đạo Quang thứ 30 (1850), ông được thế tập tước Phụ quốc Tướng quân. Năm Hàm Phong thứ 2 (1852), được thăng Bối tử. Năm thứ 5 (1855), thụ Tán trật đại thần. Năm thứ 8 (1858), tháng 6, ông trở thành Tổng tộc trưởng của Tương Hồng kỳ. Năm thứ 9 (1859), tháng giêng, ông được phép hành tẩu tại Ngự tiền. Tháng 5, quản lý sự vụ Chính Hồng kỳ Giác La học (觉罗学). Tháng 11, thụ Phó Đô thống Hán quân Tương Hoàng kỳ. Năm thứ 10 (1860), tháng giêng, ông được thăng Bối lặc, ban thưởng mang Tam nhãn Hoa linh (三眼花翎), quản lý sự vụ Viên Minh Viên Bát kỳ. Tháng 4, thụ Tiền dẫn Đại thần (前引大臣). Năm Đồng Trị thứ 6 (1867), phái làm Tra thành Đại thần (查城大臣). Năm thứ 7 (1868), tháng 6, nhậm Nội đại thần. Tháng 7, thay quyền Đô thống Mông Cổ Tương Hồng kỳ. Tháng 9, quản lý sự vụ Mông Cổ Tương Hồng kỳ tân cựu Doanh phòng (新旧营房). Tháng 11, trở thành Tộc trưởng của Tả dực Cận chi Đệ nhất tộc (左翼近支第一族).
Năm thứ 8 (1869), tháng 8, thay quyền Đô thống Mông Cổ Tương Bạch kỳ. Tháng 9, phái làm Trị Niên kỷ Đại thần (值年旗大臣). Tháng 11, thay quyền Đô thống Mãn Châu Tương Bạch kỳ. Năm thứ 9 (1870), tháng 9, thay quyền Đô thống Hán quân Tương Lam kỳ. Năm thứ 10 (1871), tháng giêng, thay quyền quản lý sự vụ Thiện Phác doanh (善扑营). Tháng 4, thay quyền Đô thống Hán quân Tương Lam kỳ. Tháng 5, thụ Duyệt binh Đại thần (阅兵大臣). Năm thứ 11 (1872), tháng 4, điều làm Đô thống Mãn Châu Chính Lam kỳ. Tháng 7, quản lý Sùng Văn môn (崇文门). Tháng 9, khi Hoàng đế Đồng Trị đại hôn với Hiếu Triết Nghị Hoàng hậu, ông được gia hàm Quận vương, thụ Ngự tiền Đại thần. Năm thứ 12 (1873), tháng 4, thụ Hậu Hỗ Đại thần (後扈大臣). Tháng 12, ông được ban thưởng mang Tố điêu khuê (膆貂袿). Năm thứ 13 (1874), tháng 2, được ban thưởng mang Hoàng mã khuê (黄马袿). Tháng 9, thay quyền Đô thống Hán quân Tương Hồng kỳ. Tháng 12, quản lý sự vụ Hỏa khí doanh (火器营).

### Thời Quang Tự

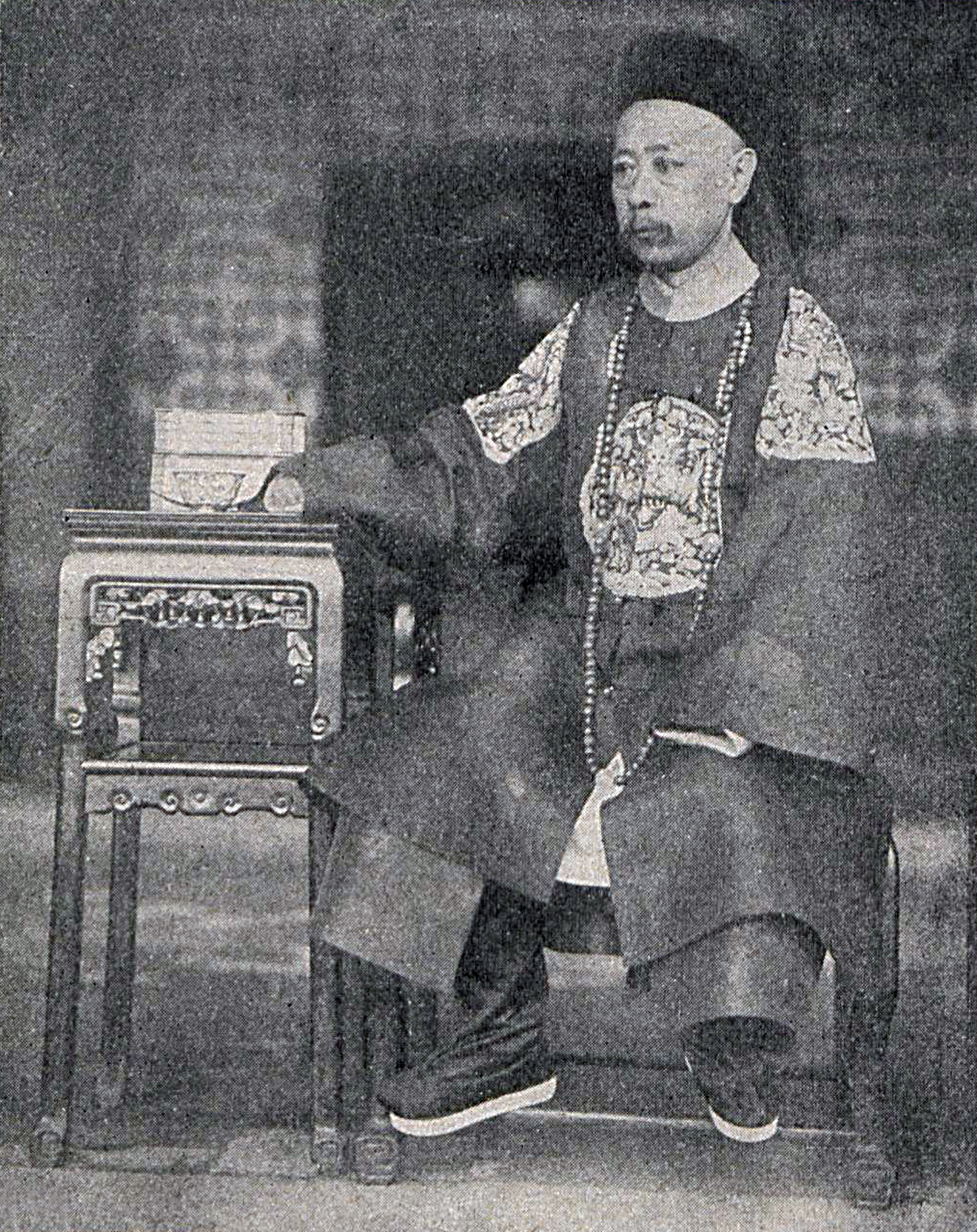
Khánh Mật Thân vương Dịch Khuông

Năm Quang Tự thứ 2 (1876), tháng 4, ông nhậm Chính Bạch kỳ Lĩnh thị vệ Nội đại thần. Tháng 8, thay quyền Đô thống Mông Cổ Tương Hồng kỳ. Năm thứ 3 (1877), tháng 5, thụ Tông Nhân Phủ Tả Tông nhân (左宗人). Năm thứ 5 (1879), tháng 11, quản lý sự vụ Thần Cơ doanh (神机营). Năm thứ 6 (1880), tháng 5, quản lý sự vụ Ngân khố của Tông Nhân phủ. Tháng 6, quản lý Tả dực Ấu quan học (左翼幼官学). Tháng 12, quản lý sự vụ Thiện Phác doanh (善扑营). Năm thứ 7 (1881), tháng 2, thụ Kê sát thất thương Đại thần (稽察七仓大臣), thay quyền quản lý sự vụ Võ bị viện (武备院). Tháng 12, thay quyền Đô thống Mông Cổ Tương Hoàng kỳ.

Năm thứ 8 (1882), tháng 5, thay quyền Loan dư vệ Chưởng vệ sự Đại thần (銮舆卫掌卫事大臣) đến tháng 9 thì chính thức nhậm chức. Năm thứ 10 (1884), tháng 3, Dịch Khuông được giao Chưởng quản Tổng lý Nha môn. 1 tháng sau phái quản lý Thái miếu, việc thờ cúng và hôn giá của Cận chi Tông thất. Tháng 10 (âm lịch) cùng năm, ông được phong Khánh Quận vương (慶郡王). Năm thứ 11 (1885), tháng 9, ông được giao quản lý sự vụ Hải quân cùng với Thuần Thân vương Dịch Hoàn. Năm thứ 12 (1886), tháng 2, ông được phép hành tẩu trong Nội đình, giữ đặc quyền vào triều thượng tấu trực tiếp cho Hoàng đế. Cùng tháng, quản lý sự vụ Chính Hồng kỳ Giác La học.

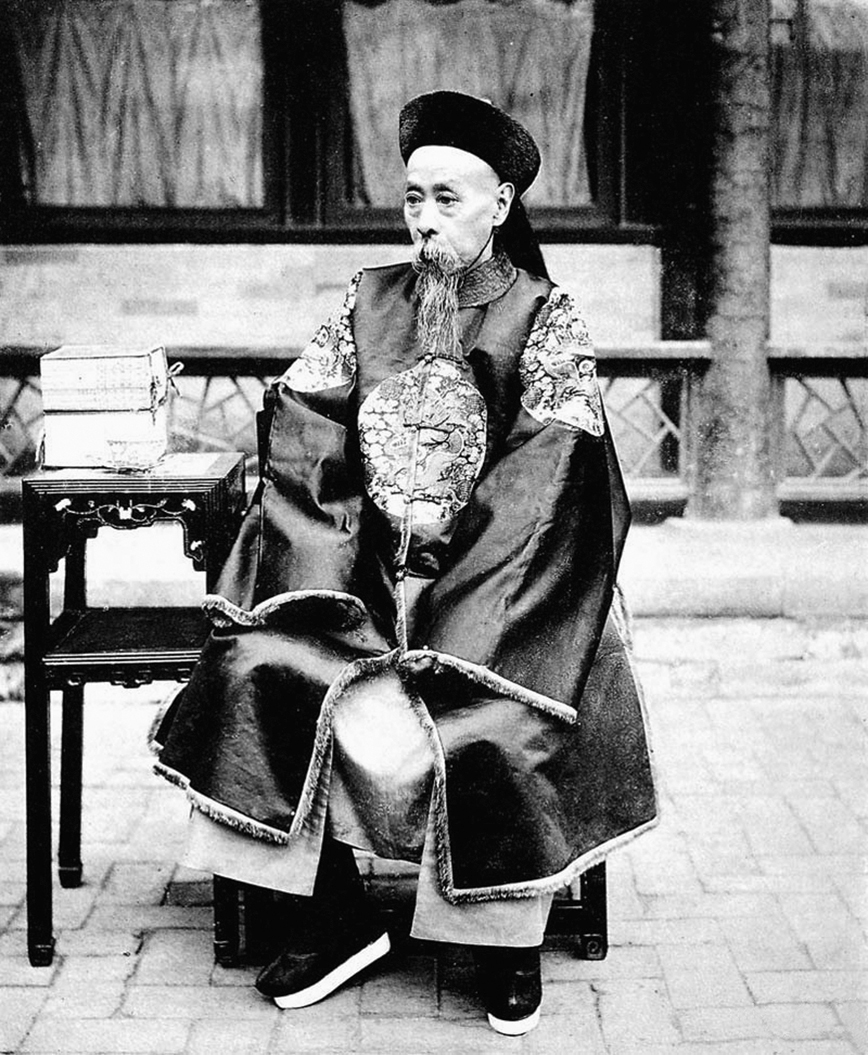
Một bức ảnh khác của Dịch Khuông

Năm thứ 15 (1889), tháng 1, thụ chức Tông Nhân Phủ Hữu Tông chính (右宗正), điều làm Đô thống Mãn Châu Tương Hoàng kỳ. Khi Hoàng đế Quang Tự đại hôn, cưới Hoàng hậu Long Dụ vào năm 1889, ông được ban Tứ đoạn Chánh long bổ phục. Con trai trưởng của ông là Tải Chấn cũng được ban thưởng mũ mão Nhất phẩm. Năm thứ 16 (1890), tháng giêng, điều làm Tả Tông chính, Chính Hoàng kỳ Lĩnh thị vệ Nội đại thần. Tháng 4, quản lý Tân cựu Doanh phòng. Năm Quang Tự thứ 20 (1894), trong lễ mừng thọ 60 tuổi của Từ Hi Thái hậu, bà ra chỉ phong Dịch Khuông lên tước Thân vương, thế tập tước vị Khánh Thân vương của ông nội. Cùng năm, ông được điều làm Tương Hoàng kỳ Lĩnh thị vệ Nội đại thần. Tháng 11, ông được ban thưởng cho phép ngồi kiệu hai người khiêng bên trong Tây Uyển môn. Năm thứ 24 (1898), ông được ban cho "Thế tập võng thế", trở thành vị Thiết mạo tử vương thứ 12 và cũng là cuối cùng của nhà Thanh. Tháng 2, thay quyền Đô thống Mãn Châu Chính Hồng kỳ. Tháng 4, kiêm thay quyền Tông Nhân phủ Tông lệnh. Tháng 5, quản lý sự vụ Bát kỳ Kiêu Kị doanh (骁骑营). Năm thứ 25 (1900), thụ Tổng Am đạt.
Trong Phong trào Nghĩa Hòa Đoàn từ 1899 đến 1901, Dịch Khuông thông cảm hơn đối với người nước ngoài trong khi Tái Y đứng về phía Nghĩa Hòa đoàn chống lại người nước ngoài. Hai phe phái được hình thành trong triều đình Nhà Thanh – một trong số đó bao gồm một số chính trị gia nước ngoài "trung bình", kể cả Dịch Khuông, trong khi một phe ngoại giao khác do Tái Y đứng đầu. Tuy nhiên, Dịch Khuông bị mất uy tín vì tư thế ngoại quốc của mình khi một lực lượng quân sự đa quốc gia tiến vào Bắc Kinh trong cuộc viễn chinh Seymour năm 1900. Tái Y lập tức thay thế ông trở thành người đứng đầu "Tổng lý Nha môn". Lực lượng hoàng gia và Nghĩa Hòa đoàn, hành động dưới quyền chỉ huy của Tái Y, đã đánh bại cuộc viễn chinh đầu tiên của Seymour. Dịch Khuông thậm chí còn viết thư cho người nước ngoài, mời họ đến nơi trú ẩn trong Tổng lý Nha môn trong chiến dịch của Liên quân tám nước, khi quân của Tái Y bao vây Khu phố Đông giao của Bắc Kinh. Một người ủng hộ ngoại quốc khác là Vinh Lộc, đề nghị cung cấp hộ tống cho người nước ngoài khi có tin binh lính của Tái Y muốn giết người nước ngoài. Lực lượng của Dịch Khuông và Tái Y đụng độ nhiều lần. Dịch Khuông ra lệnh cho Quân tiên phong của mình tấn công Nghĩa Hòa đoàn và Cam quân.
Năm thứ 26 (1900), Từ Hi Thái hậu đã phải Dịch Khuông và Lý Hồng Chương đi thương lượng với Liên quân tám nước. Dịch Khuông và Lý Hồng Chương đã ký Hiệp ước Tân Sửu vào ngày 7 tháng 9 năm 1901. Trong hội nghị, Dịch Khuông được xem như là một đại diện trong khi các cuộc đàm phán thực tế được thực hiện bởi Lý Hồng Chương. Sau khi trở về Bắc Kinh, Dịch Khuông kiên trì theo những cách cũ của mình, và bị khinh thường bởi không chỉ các nhà cải cách, mà còn bởi các quan viên khác. Năm thứ 27 (1901), tháng 6, Tổng lý Nha môn đổi tên thành Bộ Ngoại vụ (外務部), do Dịch Khuông đứng đầu. Tháng 12, con trai cả của ông là Tái Chấn được gia hàm Bối tử. Tháng 10, được cho phép ngồi kiệu hai người khiêng trong Tử Cấm thành. Cùng tháng, cho phép nhận song bổng của Thân vương. Năm thứ 28 (1902), tháng 3, đeo ấn Nội phiên Thư phòng, Đô thống Mông Cổ Tương Bạch kỳ, quản lý sự vụ Di Hòa viên. Tháng 7, sung làm Sùng Văn môn Chính giam đốc. Năm thứ 29 (1903), tháng 3, ông được phong làm Quân cơ Đại thần. Cuối năm đó, ông được giao phụ trách các bộ tài chính và quốc phòng. Tuy nhiên, ông cũng được miễn Ngự tiền đại thần (御前 大臣) và được thay thế bởi Tải Chấn. Sau khi Hoàng đế Quang Tự băng hà vào ngày 14 tháng 11 năm 1908, Thái hậu Từ Hi đã chọn người con trai trưởng mới 2 tuổi của Tải Phong là Phổ Nghi thừa kế đại thống làm Tân Đế. Từ Hi Thái hậu băng hà vào ngày hôm sau.

### Thời Phổ Nghi và nhà Thanh sụp đổ

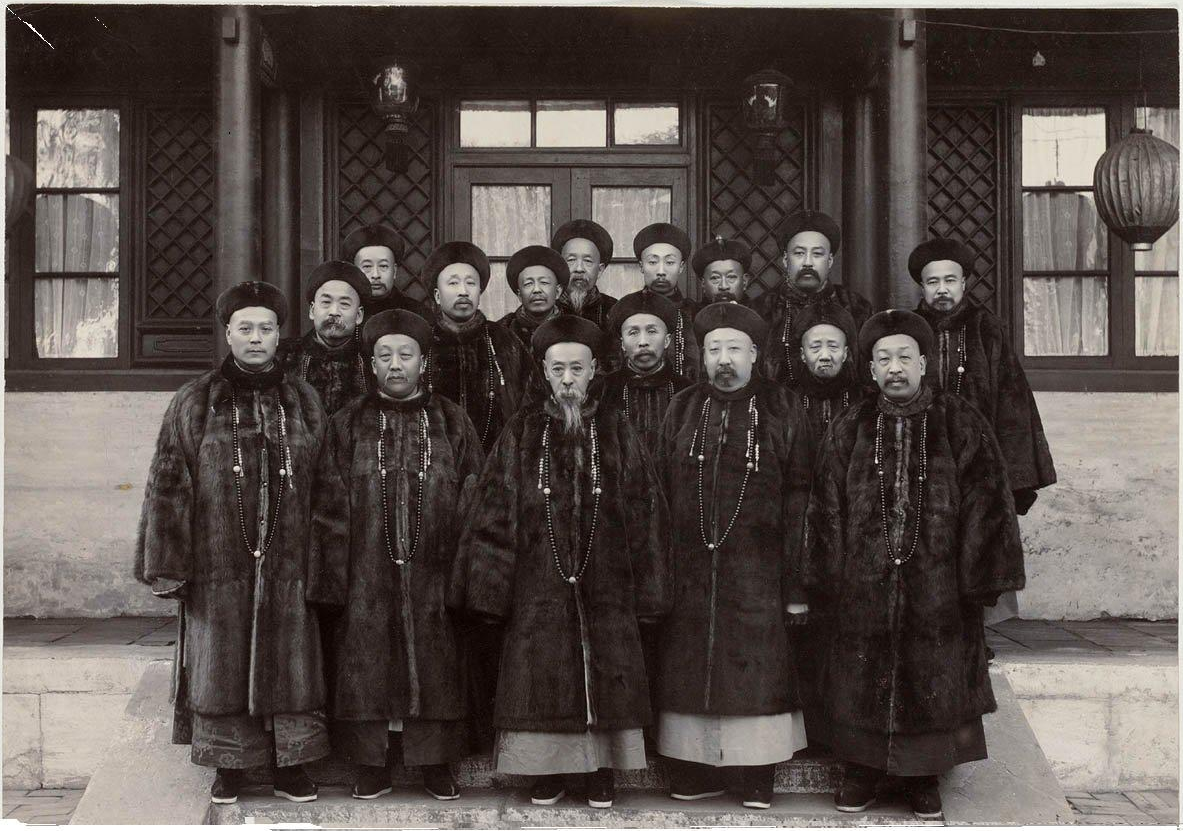
Hoàng tộc Nội các. Người đứng giữa hàng dưới cùng chính là Dịch Khuông

Năm Quang Tự thứ 34 (1908), Phổ Nghi lên ngôi Hoàng đế, lấy niên hiệu Tuyên Thống. Cha ruột của Phổ Nghi, Thuần Thân vương Tải Phong được chọn làm Nhiếp chính vương. Năm Tuyên Thống thứ 3 (1911), Tải Phong bãi bỏ Quân cơ xứ và thay thế nó bằng "Hoàng tộc Nội các", sau đó Dịch Khuông được bổ nhiệm làm Nội các Tổng lý Đại thần. Khi cuộc nổi dậy Vũ Xương nổ ra vào tháng 10 năm 1911, mời Viên Thế Khải thay thế vị trí Tổng lý Đại thần, và tự nhậm Tổng tại của Bật Đức viện (弼德院). Dịch Khuông và Viên Thế Khải đã thuyết phục Long Dụ Thái hậu ra mặt đại diện viết bản "Thanh Đế thoái vị chiếu thư" cho Tuyên Thống Đế.
Sau sự sụp đổ của triều đại nhà Thanh và thành lập Cộng hòa Trung Quốc, Dịch Khuông và con trai cả của ông, Tải Chấn, đã tích lũy được một tài sản và chuyển từ Bắc Kinh sang khu nhượng địa của Anh ở Thiên Tân. Sau đó, họ chuyển về Khánh vương phủ (慶王府) tại số 3, Phố Dingfu ở Quận Thây Thành của Bắc Kinh. Dịch Khuông chết vì bệnh vào năm 1917 tại phủ đệ của mình. Hoàng đế Phổ Nghi truy phong ông thành Khánh Mật Thân vương (慶密親王). Trong cùng năm đó, Lê Nguyên Hồng, Tổng thống Cộng hòa Trung Quốc, đã cho phép con trai trưởng Tải Chấn thừa tước chức vị của ông.

## Gia quyến

### Thê thiếp
- Đích Phúc tấn: Bác La Đặc thị (博罗特氏), con gái của Tổng đốc Dụ Khiêm (裕谦).
- Trắc Phúc tấn:
  - Hợp Giai thị (合佳氏), con gái của Hộ quân Hợp Bình (合平). Nguyên là Trắc thất của Dịch Khuông, năm 1881 được phong làm Trắc Phúc tấn của Đa La Khánh Quận vương.
  - Kim Giai thị (金佳氏), con gái của Hộ quân A Xương A (阿昌阿). Nguyên là Thứ Phúc tấn. Trung quốc đệ nhất lịch sử đương án quán có lưu trữ hồ sơ vào năm Quang Tự thứ 13, ngày 7 tháng 8, Trưởng sử Phúc Thọ của Khánh vương phủ trình báo về việc "Khánh Quận vương Thứ Phúc tấn Kim giai thị sinh đệ lục nữ sự" lên cho Tông Nhân Phủ.
  - Lưu Giai thị (劉佳氏), con gái của Hộ quân Sắc Phổ Trân (色普珍). Trung quốc đệ nhất lịch sử đương án quán có lưu trữ hồ sơ vào năm Quang Tự thứ 28, ngày 26 tháng 3, Trường sử Đức Lăng Ngạch của Khánh vương phủ trình báo về việc "Ngày tháng bệnh mất của đệ thập nữ Khánh Thân vương do Trắc Phúc tấn Lưu Giai thị sinh" lên cho Tông Nhân Phủ.
- Thứ Phúc tấn: Lý Giai thị (李佳氏), con gái của của Phúc Thường (福常). Nguyên là Dắng thiếp, năm 1898 được phong làm Thứ Phúc tấn của Khánh Thân vương.

### Hậu duệ

#### Con trai
1. Tái Chấn (載振, 1876 - 1947), mẹ là Trắc Phúc tấn Hợp Giai thị. Năm 1894 được phong làm Nhị đẳng Trấn quốc Tướng quân. Năm 1901 được gia hàm Bối tử. Năm 1917 tập tước Khánh Thân vương. Từng nhậm Phó Đô thống Hán quân Tương Bạch kỳ, Đô thống Hán quân Tương Lam kỳ, Chính Bạch kỳ Lĩnh thị vệ Nội đại thần, Thượng thư Thương bộ, Ngự tiền đại thần, Tổng tộc trưởng Chính Hồng kỳ. Có bốn con trai.
2. Tái Bác (載搏, 1887 - 1935), mẹ là Trắc Phúc tấn Lưu Giai thị. Năm 1906 được phong làm Nhị đẳng Trấn quốc Tướng quân. 2 năm sau được gia hàm Bất nhập Bát phân Phụ quốc công. Có hai con trai
3. Tái Thụ (載授, 1890 - 1903), mẹ là Trắc Phúc tấn Lưu Giai thị, được ban thưởng mũ mão Nhất phẩm. Mất sớm, vô tự.
4. Tứ tử (1891), mẹ là Trắc Phúc tấn Kim Giai thị. Chết yểu.
5. Tái Luân (載倫, 1893 - ?), mẹ là Trắc Phúc tấn Kim giai thị. Ông kết hôn với con gái của Tôn Bảo Kỳ, trong khi con gái của ông kết hôn với con trai của em trai của Từ Hi Thái hậu, Quế Tường.
6. Tái Tấn (載搢, 1898 - 1899), mẹ là Thứ Phúc tấn Lý Giai thị.

#### Con gái
| TT | Tên            | Sinh/Mất  | Mẹ                          | Ghi chú |
| -- | -------------- | --------- | --------------------------- | --- |
| 1  |                | ?–1899    |                             | Kết hôn với Tái Âm Nặc Nhan bộ Tả mạt kỳ Trát Tát Khắc Thân vương Na Ngạn Đồ (那彦图), hậu duệ Siêu Dũng Thân vương Sách Lăng. |
| 2  |                | 1879–?    | Trắc Phúc tấn Hợp Giai thị  | Từng kết hôn với Ngũ Giai Đặc thị Thế Lương (世梁), cháu ngoại của Thụy Quận vương Dịch Chí – con trai Thụy Thân vương Miên Hân. Sau kết hôn với Dương Thế Thần (楊厚浦), sinh Dương Văn Hiên. |
| 3  |                | 1879–?    | Trắc Phúc tấn Kim Giai thị  | Kết hôn với Diệp Hách Na Lạp thị Đức Hằng (德恆), anh em trai của Long Dụ Thái hậu, cháu trai của Từ Hi Thái hậu |
| 4  |                | 1881–?    | Trắc Phúc tấn Hợp Giai thị  | Kết hôn với Hỷ Tháp Lạp thị Hi Tuấn (熙俊) |
| 5  |                | 1885–?    | Trắc Phúc Tấn Lưu Giai thị  | |
| 6  |                | 1887–?    | Trắc Phúc tấn Kim Giai thị  | Kết hôn với Qua Nhĩ Giai thị Lương Quỹ, cháu nội của Trường Thụy. Trường Thụy còn 2 người con gái là Đích Phu nhân của Bối lặc Tái Trì (con trai Quận vương Dịch Vĩ) và Kế thất của Sùng Khởi. Về sau Lương Quỹ quá kế trở thành con trai thừa tự của Quân cơ Đại thần Vinh Lộc – con trai của Trường Thọ (em trai Trường Thụy), cha của Thuần vương phi Ấu Lan và ông ngoại của Phổ Nghi. |
| 7  |                | 1889–?    | Trắc Phúc Tấn Lưu Giai thị  | |
| 8  |                | 1893–1914 | Thứ Phúc tấn Lý Giai thị    | Kết hôn với Mã Giai thị Mã Thế Kiệt (馬世杰). |
| 9  |                | 1895–1909 | Thứ Phúc tấn Lý Giai thị    | Kết hôn với Trát Lỗ Đặc bộ Bác Nhĩ Tế Cát Đặc thị Tường Tuấn. |
| 10 |                | 1895–1902 | Trắc Phúc tấn Lưu Giai thị. | |
| 11 | Tái Quỹ (載揆) | 1900–1950 | Thứ Phúc tấn Lý Giai thị    | Kế thất của Khách Lạt Thấm Ô Lương Hãn bộ Hán La Trát Bố (漢羅扎布), con thừa tự của A Dục Nhĩ Trát Na và Ái Tân Giác La thị – con gái của Trang Thân vương Dịch Nhân. |
| 12 |                | 1901–?    | Thứ Phúc tấn Lý Giai thị    | Kết hôn với Triệu Thế Thái (趙世泰) |